# 日本國鐵EF71型電力機車
EF71型電力機車（日语：EF71形電気機関車）是日本國有鐵道的交流電力機車車型之一，适用于供电制式为20千伏50赫兹的工频单相交流电的电气化铁路，由东京芝浦电气、三菱电机、三菱重工业制造，在1968年至1973年间共制造了15台。

## 发展历史

### 开发背景
1960年代中期，随着奧羽本線的运输量不断增长，日本国有铁道研制了带有电阻制动的EF64型电力机车，投入到奥羽本线福岛至米泽间的直流电气化区段运用，以替换自1951年开始使用的EF16型电力机车。1968年，日本国铁对奥羽本线米泽至山形区段实施交流电气化，并将福岛至米泽区段改造为交流电气化铁路。同时，还将设有交流电气化试验段的仙山線全线改造为交流电气化铁路。
奥羽本线翻越奥羽山脉的板谷岭路段，是在日本国内与碓冰岭和瀬野八并称的陡坡区间，其中有22公里的33‰连续长大坡道，且存在大量半径约300米左右的小半径曲线。在如此大坡度的线路上，若果列车下坡时频繁使用踏面制动来控制速度，闸瓦与轮箍长时间摩擦不仅造成严重磨耗，甚至容易造成轮箍弛缓的行车事故。因此，适用于奥羽本线的新型交流电力机车必须具有电力制动，保障列车在下坡时的行车安全。
1967年初，日本国铁在ED93型电力机车（后来定型为ED77型电力机车）的基础上，成功研制了首台带有再生制动的ED94型电力机车（后来定型为ED78型电力机车），机车小时功率为1,900千瓦，采用了晶闸管四段全控桥式整流电路，以及可变轴重中间转向架的Bo-2-Bo轴式。為了尽可能提高奥羽本线的货物列车牵引定数，在车钩强度限制下的该线列车最大重量需要提高至650吨，但是即使采用ED78型电力机车双机重联，其牵引力亦不足以牵引列车通过板谷岭。因此，根据双机牵引650吨列车通过33‰上坡道、牵引电动机均衡電流不大于570安培的技术性能要求，日本国铁在ED94型电力机车的基础上又研制了EF71型电力机车。

### 生产批次
1968年，三菱电机、三菱重工业、东芝公司生产了首批11台EF71型电力机车（1～11），以满足奥羽本线交流电气化后的牵引需要，生产预算由昭和42年度2次債務承担。机车主电路采用晶闸管六段全控桥式整流电路，在牵引和再生制动时分别以整流和逆变模式工作，通过恒压控制和励磁恒流控制系统调节牵引力或制动力。机车采用Bo-Bo-Bo轴式，小时功率为2900千瓦，运转整备重量为96吨。
1969年，因应奥羽本线团体专用列车增发的需要而制造了EF71 12号机车，生产预算由昭和43年度5次債務承担。这批机车增加了防止列车自动停止装置（ATS）被关闭的警示功能，前窗玻璃改为采用发热线玻璃并取消了除霜器，部分辅助机械和车体下方设备的布置也经过调整。
1970年，因应“曙号”卧铺特急列车的开行而制造了EF71 13号机车，生产预算由昭和44年度3次債務承担。这批机车增加了列车紧急停止装置（EB）、列车紧急防护装置（TE）；为配合20系客车的AREB电空制动机，EF71型电力机车亦在车端排障器上方设有KE72H型电气连接器，用于向旅客列车传递电空制动信号。
1973年，由于“曙号”列车增加至每天两对，东芝公司生产了最后两台EF71型电力机车（14～15）。这批机车与之前相比作出了较大变化，机车上增加了4.8吨压铁配重，运转整备重量增加至100.8吨，平均轴重增加至16.8吨，以提高机车的粘着性能。电气设备方面，牵引电动机回路和空转检测回路增加了限流保护控制器，取消车载的谐波滤波器，当机车误入直流区间时保护主电路的熔断器亦被废除。机车外观方面，采用了较小型的尾灯和供电状态指示灯，车体正面的司机室通风口亦被废除，机车编号牌改为采用整块金属板样式。

## 运用历史

### 国铁时代

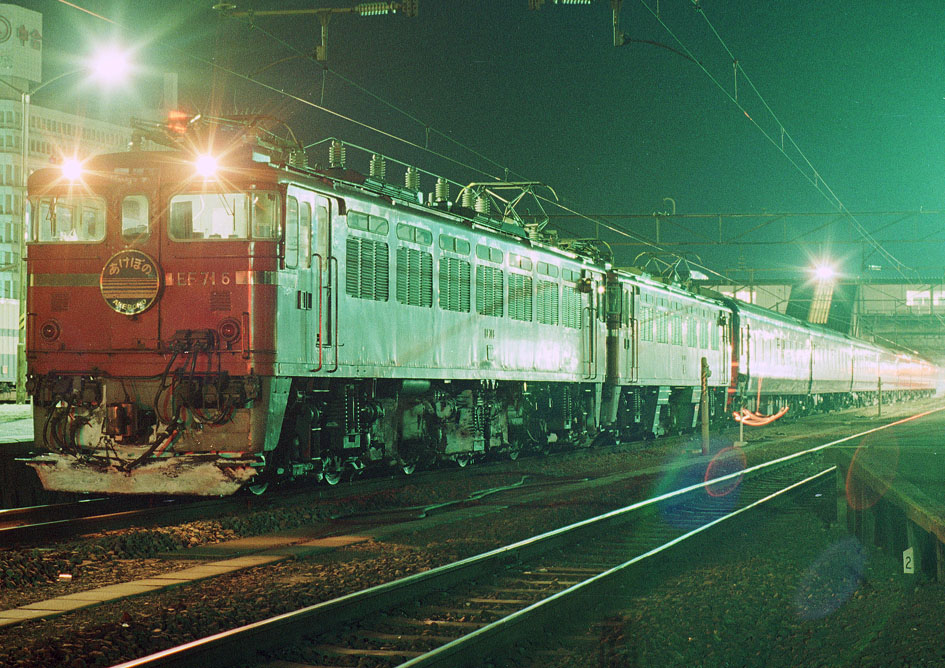
EF71、ED78型電力機車重聯牽引“曙號”列車（1987年）

EF71型电力机车落成后均配属福岛机关区（今福岛综合运输区）并投入奥羽本线运用。1968年9月22日，随着奥羽本线的交流电气化改造工程正式完成，EF71型电力机车亦开始在福岛至米泽间投入运用，至翌日（9月23日）运用区段进一步延长至山形。同年10月1日国铁运行图调整后，ED78型电力机车主要担当福岛至山形间的货物列车和旅客列车牵引任务，而在福岛至米泽间的板谷岭区段则加挂EF71型电力机车作为补机；但也有部分旅客列车通常以EF71型电力机车作为福岛至山形间的本务机车，例如以“津轻号”夜行急行为代表的优等列车。
板谷岭区段是否需要重联牵引或者加挂补机主要视乎列车重量而定。ED78型电力机车的单机牵引定数为300吨（最大330吨），双机牵引定数为540吨。EF71型电力机车的单机牵引定数为430吨（最大450吨），双机牵引定数为650吨。实际上，以EF71型电力机车的牵引性能而言，双机重联时可牵引重达730吨的列车通过33‰上坡道，但为了避免列车在陡坡上因采取紧急制动，而造成纵向冲击太大及车钩损坏的事故，因此将最大牵引定数确定为650吨。
1970年10月，上野至青森的“曙号”卧铺特急列车开行，为配合20系客车所采用的AREB电空制动机，所有EF71型电力机车均加装KE72H型电气连接器，用于向列车传递电空制动信号，同时亦增加了列车紧急停止装置（EB）和列车紧急防护装置（TE）。1970年以后，EF71型电力机车在福岛至山形间的直通运转交路亦逐渐增多，奥羽本线上本务和补机的分别已经变得模糊。
然而，对于那些无法自力通过板谷岭路段的柴油动车组列车，仍然需要EF71型电力机车作为福岛至米泽之间的补机，例如由Kiha 82系柴油动车组担当的“翼号”特急旅客列车（上野—秋田）。1970年2月，“翼号”列车开始使用新一代的Kiha 181系柴油动车组，但由于列车不仅需要自力通过板谷岭，亦需要在东北本线上野至福岛间高速运行，严酷的运用条件令列车的传动冷却系统频繁发生故障。
针对“翼号”列车的这一问题，除了对Kiha 181系柴油动车组作出相应的改进措施，并且从1972年10月起恢复以往的补机安排，福岛至米泽间仍由EF71型电力机车牵引。直到1975年11月，奥羽本线全线完成电气化改造，“翼号”列车改由485系电力动车组担当以后才不再需要补机。但是若果“翼号”列车因故障或线路积雪而无法自力行驶时，仍然会使用EF71型电力机车牵引。
1986年2月，运用时间最长的EF71 1号机车首先报废。

### 民营化后
1987年4月，国铁分割民营化后尚存的14台EF71型电力机车由東日本旅客鐵道（JR东日本）继承，全部配属于福岛运转所（原福岛机关区）。国铁民营化后初期，EF71、ED78型电力机车仍然在奥羽本线运用，但由于夜行旅客列车和货物列车逐渐被削减，EF71型电力机车一般只用于牵引通过板谷岭路段的少数普通旅客列车，这些短编组列车通常由两三节50系客车组成，使用大功率电力机车牵引显然是不经济的。
1990年8月，为配合兴建福岛至山形的“迷你新幹線”，奥羽本线福島至山形間开始进行轨距拓宽工程，将原本的1067毫米窄轨改造成1435毫米標準軌。同年8月31日起，福岛至米泽间暂时改为单线运行，同时该线所有定期夜行列车停运。EF71型电力机车除了用于牵引上述的普通旅客列车外，亦牵引山形至漆山间的货物列车和临时列车，直至1991年8月26日该线列车停运为止。此后，部分EF71型电力机车转往東北本線投入临时运用。1992年7月，山形新幹線开通运营，EF71型电力机车因难以转往其他地区使用而陆续报废，至1993年全部机车除籍報廢。

## 技術特點

### 总体布置
EF71型电力机车是客货运通用的交流电力机车，适用于供电制式为20千伏50赫兹的工频单相交流电气化铁路，采用轻量化整体承载式全钢焊接结构箱型车体。车体两端各设有一个司机室，司机室内机车运行方向的左侧设有司机操纵台，右侧设有副司机座席及手制动手柄，司机室两侧设有供乘务员乘降的侧门，司机室上方车顶装有两盏密封光束灯式前照燈，前窗玻璃上方装有冰柱切割板。因应机车重联运用的需要，机车两端采用贯通型结构，司机室前端中央设有贯通门，以便乘务人员通过到另一台机车。
车体中部是设有各种机械及电气装置的机械室。车顶外置的高压设备只有两台PS101C型双臂式受电弓。车体下方除了有三台转向架之外，还吊装着总风缸和谐波滤波器。车体通风系统与ED77、ED78型电力机车基本相同，车身两侧各设有七个通风百叶窗和采光玻璃窗，主变压器和整流装置等主要电气设备的冷却空气均取自车内，夏季时从机械室内吸入冷风后经车顶通风口排出热风，而冬季时则关闭车顶通风口并改为室内循环方式，以改善室内保温性能和减少车外冷风吸入量。

### 电气系统

#### 主电路
EF71型电力机车是交—直流电传动的整流器式电力机车，机车主电路由空气断路器、主变压器、整流器、牵引电动机、平波电抗器、电路保护装置等部分组成。机车从架空接触网获取高压交流电，首先由主变压器降低电压，再通过可控硅整流器转换成脉流电（即方向不变而只有电压变化的直流电），然后供电给六台牵引电动机。
和ED78型电力机车一样，EF71型电力机车也采用了经济多段桥的相控整流电路，但桥段数由前者的四段全控桥增加到六段全控桥，以尽量提高功率因数和减少谐波干扰。晶闸管六段全控桥式整流电路能够在四象限运行，当0°<α（控制角）<90°时工作在整流状态，利用六段整流桥顺序移相控制进行无级调压。当90°<α<180°时工作在逆变（再生）状态，牵引电动机变为他励直流发电机运转，输出的直流电经逆变电路转换成交流电，向架空接触网反馈电能。使用再生制动时并在电枢回路接入稳定电阻器，以均匀分配各牵引电动机之间的负载。
为了弥补相控电力机车功率因数较低的弱点，EF71型电力机车和ED78型电力机车一样，均设置了LC五次及七次谐波滤波器，但由于功率因数补偿效果不理想而通常切除不用。1973年以后，奥羽本线和仙山线开始使用牵引变电所固定补偿方式，并拆除了电力机车上装载的谐波滤波器。经过这两种机车的经验教训，此后日本出口的交流电力机车均采用LCR谐波滤波器，例如出口南非的7E1型电力机车和出口中国的6K型电力机车。

#### 控制系统
EF71型电力机车的牵引和再生制动控制系统与ED78型电力机车大致相同。牵引控制采用了单闭环恒压控制系统（AVR），它是由司机控制器、给定器、比较器、补偿电路、自动脉冲移相器（APPS）、电压反馈系统等部分组成。而再生制动控制方面采用了恒压控制系统和励磁恒流控制系统，通过改变励磁电流或逆变器电压，来调节所需要的制动电流和制动力。晶闸管励磁调节器由辅助变压器供电，为牵引电动机提供励磁电流。
EF71型电力机车两端均设有两组KE77型电气连接器，可以和另外一台ED78、EF71型电力机车进行重联同步控制。在技术层面而言，当无需使用再生制动的场合，EF71型电力机车亦可以和ED75型500番台、ED77型电力机车实现重联控制。

#### 电器设备
机车装用一台强迫油循环导向风冷却的单相主变压器，变压器次边有一个向主电路供电的牵引绕组、一个向辅助系统供电的辅助绕组及一个向旅客列车供电的供电绕组。列车供电系统能够在冬季为旅客列车的电热取暖装置直接供电，由主变压器的供电绕组向列车输出1480伏特单相交流电，额定容量为380千伏安，司机室右侧装有一盏供电状态指示灯。整流装置采用可控硅整流器，冷却方式为强迫通风冷却，由反并联连接的晶闸管元件组成，采用标准化的CJ02L型晶闸管（国铁标准型号为CSI 250-10型）。
每台转向架安装两台MT52型四极串励直流牵引电动机，小时功率为450千瓦，额定电压为900伏特。六台牵引电动机采用永久“两串三并”的联接方式，即同一转向架的两台牵引电动机串联连接，三组电动机以并联方式连接，这种方式与全并联联接方式相比，虽然或会削弱了机车的防空转性能，但可以减少晶闸管数量和机车制造成本。牵引电动机回路串接有平波电抗器，以减少整流电流的脉动成分和改善电动机的换向性能。为扩大机车的恒功调速范围，还可以对牵引电动机使用二级磁场削弱。

#### 辅助电路
机车的辅助电路系统主要采用三相交流传动。牵引电动机通风机、电动空气压缩机等均采用三相鼠笼式异步电动机驱动。辅助电路系统由主变压器辅助绕组供电，并由一台旋转式劈相机将单相交流电转换成三相交流电，额定电压为400伏特50赫兹。另外还设有一台小型电动发电机，为控制电路、照明电路、蓄电池充电供应100伏特直流电。

### 转向架
机车走行部为三台二轴转向架，包括两台DT129M、DT129N型两端转向架和一台DT137型中间转向架，其结构与ED75型电力机车的转向架大致相同。构架采用“日”字形的钢板焊接结构，轴箱采用导框式定位结构，转向架固定轴距延长至2800毫米。牵引传动装置采用轴悬式，牵引电动机输出的转矩通过一级减速齿轮传动轮对，齿轮传动比为4.44（16：71）。基础制动装置为双侧闸瓦制动，每个轮对左右各设有一个制动缸，并设有制动横梁以保证两侧闸瓦同步作用，另外还设置了闸瓦间隙调整器。中间转向架和车体之间还设有横向滚动装置，以便机车通过曲线。
转向架采用无摇枕的全旁承支重结构，通过六组旁承弹簧支承车体全部重量。一系悬挂为轴箱顶端螺旋弹簧，二系悬挂为构架外侧的旁承弹簧，旁承弹簧采用每侧两个并联的螺旋圆弹簧组，并配有垂向油压减震器。牵引力和制动力通过“Z”字形低位斜牵引杆装置来传递。牵引杆和牵引拉杆座呈对角斜对称布置，与连接于构架下的三角形回转支承和横向连杆组成牵引杆系统，使牵引杆的牵引点交于轨面，理论上转向架内无轴重转移，以充分利用机车粘着重量。

## 车辆保存
- EF71 1号机车：静态保存于新干线综合车辆中心（日语：新幹線総合車両センター）。